# Champ Car Series 1984
De Champ Car Series 1984 was het zesde CART kampioenschap dat gehouden werd tussen 1979 en 2007. Het werd gewonnen door Mario Andretti. De race op het circuit van Indianapolis werd gewonnen door Rick Mears.

## Races
|    | Datum        | Circuit                         | Winnaar        | Tweede           | Derde            | Pole position          |
| 1  | 31 maart     | Stratencircuit Long Beach       | Mario Andretti | Geoff Brabham    | Tom Sneva        | Mario Andretti         |
| 2  | 14 april     | Phoenix International Raceway   | Tom Sneva      | Howdy Holmes     | Michael Andretti | Tom Sneva              |
| 3  | 27 mei       | Indianapolis Motor Speedway     | Rick Mears     | Roberto Guerrero | Al Unser Sr.     | Tom Sneva              |
| 4  | 3 juni       | Milwaukee Mile                  | Tom Sneva      | Rick Mears       | Al Unser Jr.     | Rick Mears             |
| 5  | 17 juni      | Portland International Raceway  | Al Unser Jr.   | Geoff Brabham    | Teo Fabi         | Mario Andretti         |
| 6  | 1 juli       | Meadowlands Sports Complex      | Mario Andretti | Danny Sullivan   | Geoff Brabham    | Mario Andretti         |
| 7  | 8 juli       | Cleveland                       | Danny Sullivan | Chip Ganassi     | Michael Andretti | Mario Andretti         |
| 8  | 22 juli      | Michigan International Speedway | Mario Andretti | Tom Sneva        | Rick Mears       | Mario Andretti         |
| 9  | 5 augustus   | Road America                    | Mario Andretti | Bobby Rahal      | Al Unser Sr.     | Mario Andretti         |
| 10 | 19 augustus  | Pocono Raceway                  | Danny Sullivan | Rick Mears       | Bobby Rahal      | Rick Mears             |
| 11 | 3 september  | Mid-Ohio Sports Car Course      | Mario Andretti | Bobby Rahal      | Danny Sullivan   | Mario Andretti         |
| 12 | 9 september  | Sanair Super Speedway           | Danny Sullivan | Bobby Rahal      | Michael Andretti | Bobby Rahal            |
| 13 | 24 september | Michigan International Speedway | Mario Andretti | Tom Sneva        | Danny Ongais     | Johnny Rutherford      |
| 14 | 13 oktober   | Phoenix International Raceway   | Bobby Rahal    | Al Unser Jr.     | Michael Andretti | Jacques Villeneuve Sr. |
| 15 | 20 oktober   | Laguna Seca                     | Bobby Rahal    | Mario Andretti   | Michael Andretti | Mario Andretti         |
| 16 | 10 november  | Caesars Palace                  | Tom Sneva      | Mario Andretti   | John Paul Jr.    | Danny Sullivan         |

## Eindrangschikking (Top 10)
| Rank | Rijder           | Ptn |
| ---- | ---------------- | --- |
| 1.   | Mario Andretti   | 176 |
| 2.   | Tom Sneva        | 163 |
| 3.   | Bobby Rahal      | 137 |
| 4.   | Danny Sullivan   | 110 |
| =    | Rick Mears       | 110 |
| 6.   | Al Unser Jr.     | 103 |
| 7.   | Michael Andretti | 102 |
| 8.   | Geoff Brabham    | 87  |
| 9.   | Al Unser Sr.     | 76  |
| 10.  | Danny Ongais     | 53  |

1979 · 
1980 ·
1981 ·
1982 ·
1983 ·
1984 ·
1985 ·
1986 ·
1987 ·
1988 ·
1989 ·
1990 ·
1991 ·
1992 ·
1993 ·
1994 ·
1995 ·
1996 ·
1997 ·
1998 ·
1999 ·
2000 ·
2001 ·
2002 ·
2003 ·
2004 ·
2005 ·
2006 ·
2007